# André Raynaud (musicien)
Pour les articles homonymes, voir Raynaud et André Raynaud.
André Raynaud est un claveciniste français et professeur de clavecin, né le 19 août 1937 à Toulon en France.

## Biographie
André Raynaud a été l'élève de Huguette Dreyfus et Kenneth Gilbert.
Il a été longtemps répétiteur au Festival d'Aix-en-Provence, en même temps que professeur de lettres classiques, notamment au Collège Jacques Monod (Pennes-Mirabeau), près de Marseille, et au Collège Mignet à Aix-en-Provence.
Parmi ses élèves de clavecin, on compte Élisabeth Joyé et Christophe Rousset. Ce dernier a souligné l'importance de cet enseignement sur la direction de sa propre carrière et son apprentissage : « mon professeur d'Aix-en-Provence, André Raynaud, est quelqu'un qui a exercé beaucoup d'influence sur moi. ».
Comme professeur de lettres, il a eu parmi ses élèves l'enseignant de classes préparatoires et écrivain Maxime Abolgassemi.
Il enseigne ensuite au conservatoire de Toulon, où il forme Myrrha Principiano,.

## Discographie
- Bull, Croft, Froberger, Couperin, Haendel, Bach : Pièces Choisies – clavecin (1974, Aria MC 1004[1].

Trois disques de musique baroque sont parus chez l'éditeur Pierre Verany :
- Rameau, Pièces de clavecin en concert – Loys Belton ; Sylvie Moquet ; Jean-Marie Giaume (17-18 décembre 1983) (OCLC 16792220)
- Le Pianoforte en France : Adam, Méhul, Jadin, Edelmann, Hüllmandel et Dussek – pianoforte Zukermann d'après Stein 1786 (avril-mai 1989, Verany PV790032 ; rééd. Arion ARN60821)[6] (OCLC 22693239 et 658454865) ;
- J-Ch. Bach, Six sonates, op. 5 et op. 17 – pianoforte (mars 1991, Verany PV791091)[7] (OCLC 31870922).